# Училище за музикално и танцово изкуство „Добрин Петков“
Национално училище за музикално и танцово изкуство /НУМТИ/ „Добрин Петков“ в Пловдив е една от основните образователни институции в сферата на българското музикално изкуство, под прякото управление на Министерство на културата на Република България.

## История

### Основатели
В края на 1944 г. в Пловдив е сформиран Комитет за културно издигане на града, една от целите на който е откриването на нови учебни заведения и създаването на симфоничен оркестър. От пловдивските музиканти в Комитета членуват Ангел Букорещлиев, Аврам Литман, Трендафил Миланов, Анастас Маринкев, Марко Мешулам и други. Чрез стабилна обществена и политическа подкрепа от страна на градската управа в лицето на видния пловдивски адвокат и общественик Никола Янев и тогавашния Областен управител Йордан Божилов осигуряването на средствата за осъществяването на поставените задачи се извършва на местно ниво, без да се разчита на субсидии от страна на държавата.
На 24 юли 1946 г. Народното събрание приема закон (утвърден с указ № 128 от 1 април 1946) за превръщане на частното средно музикално училище в Пловдив в държавно.
Из спомените на Никола Янев: „1944 г. Министърът на народната просвета признаваше необходимостта в Пловдив да бъде открито музикално училище. Той обаче отказваше да задоволи тази нужда, защото в бюджета на държавата нямало предвидени кредити за откриване на ново музикално училище.
Тогава културният комитет заяви, че е готов и съгласен да поеме изцяло издръжката на училището, докато се предвидят необходимите средства в бюджета на държавата. Казахме, че пловдивските граждани искат училището да се открие още сега, за да не се забавя повече културното и музикалното развитие на града. При това положение министърът капитулира.
На 27 март 1945 г. той издаде заповед, с която разреши на културния комитет да открие в Пловдив частно средно музикално училище.
Първата учебна година на музикалното училище беше тържествено открита от мен като председател на културния комитет на 24 септември 1945 г. в сградата на ул. „Цар Асен“ № 10.
През следващата 1946 г. държавата пое изцяло издръжката на училището и тогава то стана държавно.
Така се създаде Пловдивското музикално училище….“
Едни от първите преподаватели в училището стават видните пловдивски музиканти: Ангел Букорещлиев, Флоренция Русчева и Зорка Сайян – пиано; Трендафил Миланов и Аврам Литман – цигулка; Марко Мешулам – виола; Милчо Петров – виолончело; Анастас Маринкев – контрабас; Борислав Благоев – флейта; Чудомир Делчев – флейта; Селма Куруян – класическо пеене; проф. Иван Пеев и проф. Асен Диамандиев – музикално-теоретични дисциплини; Нена Михлюзова – история на музиката. Все личности, които с ентусиазъм, вяра и себеотдаване полагат основата на бъдещето и на творческия живот на една от емблематичните за града музикални институции.
Из спомените на Анастас Маринкев: „Пловдивската общественост с радост посрещна откриването на училището. Победата е спечелена. Удря първият училищен звънец, прозвучават първите акорди. Отворени са вратите на едно ново училище, в което децата ще учат, ще творят, ще изграждат новото изкуство.
Различни поколения преподаватели си подадоха ръка за изграждането на един пълноценен институт за музикално изкуство, за да възпитат прекрасни певци и инструменталисти с отлична професионална подготовка, заели достойно своите места в съставите на симфоничните и оперните оркестри, хорове и ансамбли.
Пловдивското музикално училище има голямата заслуга и за откриването на първата в страната Детска музикална школа.
Прелиствайки страниците на летописните книги, пред нас се редят интересни епизоди, които ни говорят за един достойно изпълнен дълг към нашето образование и изкуство.“
През 1975 г., с активното съдействие на тогавашния директор Анастас Маринкев, в училището се открива специализирано обучение по класически танци.
От 1995 г. училището носи името на един от най-великите български музикални творци – диригента Добрин Петков, който дълги години е бил главен диригент на оркестъра на филхармонията и операта в Пловдив.
През 2004 г. училището е преименувано в Национално училище за музикално и танцово изкуство (НУМТИ) „Добрин Петков“ – Пловдив.
Основано преди повече от половин век с много ентусиазъм, желание и амбиции, днес НУМТИ „Добрин Петков“ заема стабилно и възлово място в българската музикална култура, като уверено отстоява статута си на модерно и елитно учебно заведение от европейски тип.
През 2018 г. в концертната зала на училището е инсталиран тръбен орган с 11 регистъра и един мануал, произведен от Ulrich Wetter, Швейцария.

### Директори
- Трендафил Миланов (директор-основател, от 1945 г. до 1951 г.) – педагог, специалност цигулка
- проф. Асен Диамандиев (директор от 1951 г. до 1967 г.) – педагог, специалност музикална теория, Почетен гражданин на град Пловдив
- Анастас Маринкев (директор от 1967 г. до 1982 г.) – педагог, специалност контрабас, Почетен гражданин на град Пловдив и носител на почетното звание „Следовник на народните будители“
- проф. Анастас Славчев (директор от 1982 г. до 1986 г.) – педагог, специалност пиано, концертиращ изпълнител, Почетен гражданин на град Пловдив, възпитаник на училището
- Здравка Колева (директор от 1986 г. до 1992 г.) – педагог, специалности арфа и акордеон, концертиращ изпълнител; оркестров и камерен изпълнител, възпитаник на училището.
- д-р Андрей Андреев (директор от 1992 г. до 1994 г.; от 1997 г. до 2000 г.) – музиколог, общественик, педагог, специалност история на музиката, народен представител в VII велико народно събрание от СДС и един от протестиращите тридесет и девет депутати срещу приемането на настоящата Конституция на Република България, възпитаник на училището
- проф. д-р Юлиан Куюмджиев (директор от 1994 г. до 1997 г.) – музиколог, педагог, специалност история на музиката
- Кунка Панчева (директор от 2000 г. до 2010 г.) – педагог, специалност обой, възпитаник на училището
- Нели Попова–Коева (директор от 2010 г. до настоящия момент) – педагог, специалност музикална педагогика, възпитаник на училището

## Обучение
Сградата на НУМТИ „Добрин Петков“ се намира в центъра на Пловдив и разполага с отлична материална база – зала Аула за концертни и балетни изяви, камерни зали за солови и ансамблови концерти, богата библиотека с нотна и специализирана музикална литература, информационен център, две компютърни зали, мултимедийна зала, оборудван с аудио и видео система кабинет по история на музиката.
Национално училище за музикално и танцово изкуство /НУМТИ/ „Добрин Петков“ предлага специализирано обучение от 1 до 12 клас по следните професии:
- „Музикант инструменталист“ със специалност по пиано, цигулка, виола, виолончело, контрабас, арфа, флейта, обой, кларинет, фагот, тромпет, саксофон, валдхорна, тромбон, туба, ударни инструменти, акордеон, класическа китара;
- „'Музикант вокалист“ – специалност „Класическо пеене“, от 2007 г. – „Поп и джаз пеене“, от 2011 г. – „Народно пеене“;
- „Балетист“ – специалност „Класически танц“.

В училището са сформирани: струнен, симфоничен и духов оркестър, перкусионен, китарен и балетен ансамбъл и училищен хор, детски хор и оркестър.
Сред педагозите в училището има 1 Академик, 3 Професори, 1 Доцент, 9 Доктори, 7 с I клас квалификация и 12 с II клас квалификация. Някои от тях са автори на учебници, на музикално-теоретична и нотна литература.
На своите зрелостници училището връчва ежегодно Награда „Добрин Петков“ за изключителни инструментални и изпълнителски постижения.

## Представителни състави
В НУМТИ „Добрин Петков“ са сформирани:

### Симфоничен оркестър
Симфоничният оркестър на НУМТИ „Добрин Петков“ – Пловдив с диригент доц. д-р Пламен Първанов е музикална формация с изградени традиции и доказано име на пловдивския и международния концертен подиум.
- международен оркестров проект по европрограмата „Коменски“, чрез който в периода 2011 – 2013 година са реализирани голям симфоничен концерт в Пловдив, както и концертно турне в Менорка (Балеарски острови), Испания;
- концерт в Нова Загора по покана на проф. Минко Балкански през2013 г.;
- концерт със солист Ясен Теодосиев в рамките на Втората национална среща на валдхорнисти през 2014 г. в Пловдив;
- концерти в рамките на ежегодните пролетни и есенни издания на Международния фестивал „Дни на музиката в Балабановата къща“, в които оркестърът е имал шанса да музицира с музиканти като акад. Васил Казанджиев, Божидар Ноев, Ангел Станков, Теодосий Спасов, Мони Симеонов и др.

### Струнен оркестър
Струнният оркестър на НУМТИ „Добрин Петков“ – Пловдив с диригент доц. д-р Пламен Първанов е сформиран от ученици инструменталисти от гимназиален и прогимназиален курс. Музикалната формация е с изградени традиции и високи постижения в пловдивския и международния концертен подиум.
Наред с традиционните училищни концерти, през последните години оркестърът участва в редица престижни музикални събития:
- концерт под диригентството на Евгений Шевкенов в Златната зала на „Музикферайн“ във Виена, Австрия през 2011 г.;

### Духов оркестър
Духовият оркестър на НУМТИ „Добрин Петков“ – Пловдив е сформиран от ученици инструменталисти от гимназиален и прогимназиален курс.

### Детски струнен оркестър
Детският струнен оркестър на НУМТИ „Добрин Петков“ – Пловдив е сформиран от ученици инструменталисти от гимназиален и прогимназиален курс.

### Балетен ансамбъл
Балетният ансамбъл на НУМТИ „Добрин Петков“ – Пловдив е сформиран от ученици от балетните класове в училището.

### Китарен ансамбъл „CHITARRA CAMERATA“
Китарният ансамбъл „CHITARRA CAMERATA“ на НУМТИ „Добрин Петков“ – Пловдив е създаден от преподавателите по класическа китара в училището д-р Милена Манева – Вълчева и Валентин Вълчев и включва ученици инструменталисти от гимназиален курс. Съставът е участвал с успех на много национални и международни китарни фестивали в Пловдив и страната. Негови гост диригенти са били видни чуждестранни музиканти като Елке Тобер-Фогт (Германия), Дейвид Граймс (САЩ), Димитрис Регинос (Кипър), Анет Круисбринк (Холандия).

### Ансамбъл ударни инструменти „ПРЕСТО“
Ансамбълът ударни инструменти „ПРЕСТО“ е една от представителните камерни формации на НУМТИ „Добрин Петков“ – Пловдив, в чийто състав участват ученици от специалните класове по ударни инструменти в училището. Основател и художествен ръководител на ансамбъла е преподавателят по ударни инструменти в НУМТИ „Добрин Петков“ Пенчо Пенчев.
Ансамбълът развива активна концертна дейност като участва във всички големи и важни общоучилищни музикални изяви (Патронен празник, Ден на отворените врати и други), а през последните години и в ярки общоградски културни събития в Пловдив, като:
- 50-ият Международен фестивал на камерната музика – Пловдив,[4] юни, 2014 г.;
- фестивалът на книгата „Пловдив чете“, юни 2014 г.;
- „Празниците на Стария Пловдив“, септември 2013 г.;
- Благотворителният концерт на Дарик радио в подкрепа на кампанията за набиране на средства за Клиниката по детска хирургия към УМБАЛ „Св. Георги“ – Пловдив, март 2013 г.;
- традиционните ежегодни общоградски Коледни и Великденски концерти, организирани от Пловдивска Света митрополия;
- Концерт, в рамките на „Празници Петко Стайнов“ – Казанлък, ноември, 2014 г.;
- ансамбълът участва в тържественото промотиране в България и в частност в Пловдив на четвъртия сезон на хитовия сериал „Игра на тронове“ на телевизионния канал НВО.

Ансамбълът участва и в рекламния видеоклип на популярните български музиканти Елица и Стунджи, заснет специално за участието им в конкурса Евровизия 2012 г.
През 2016 г. ансамбъл „Престо“ участва в Първия Балкански фестивал на музикалните училища, състоял се в град Патра, Гърция.
Ансамбъл „Престо“ е носител на наградите:
- Втора награда от V Международен музикален фестивал „Виртуози“ – Сливен, 2013 г.;
- Първа награда от ХХII Национален конкурс за най-добро изпълнение на българска музикална творба „Върбан Върбанов“ – Бургас, 2014 г.;
- Втора награда от Международен конкурс за млади изпълнители на класически музикални инструменти – Перник, 2014 г.;
- Втора награда в младша категория и Награда на публиката от Международен конкурс за камерна музика „Пловдив“ – 2014 г.;
- Трета награда от ХІ Международен конкурс за изпълнение на немска и австрийска музика „M.A.G.I.C.“ – Бургас, 2015 г.;
- Първа награда от Международен конкурс за млади изпълнители на класически музикални инструменти – Перник, 2015 г.;
- Първа награда в младша категория от Международен фестивал на камерната музика Пловдив – 2015 г.

### Хорови състави

#### Смесен хор
Смесен хор, сформиран от ученици от гимназиален курс със специалност класическо пеене, поп и джаз пеене, пиано, арфа, класическа китара, акордеон.

#### Детски хор
Детски хор, сформиран от ученици от прогимназиален курс.

## Възпитаници
От първия випуск през 1949 г. до днес общо завършилите Пловдивското музикално училище ученици са над 3000 души. Те се реализират като учители, солисти, оркестранти, певци, диригенти, музиковеди и музикални редактори.

## Награди
- Орден „Кирил и Методий“ II степен, 1970 г. с Указ №829 на Президиума на Народното събрание, по случай 25 години от основаването на училището и за високи постижения в учебно-възпитателната работа;
- Двукратно Почетен знак на град Пловдив I степен, 1996 г. за 50-годишния юбилей на училището, 2005 г. за 60-годишния юбилей на училището;
- Двукратно Награда „Пловдив“, 1997 г. за творчески постижения през 1996 година, 2005 г. за изнесени концерти и получени награди от учениците на национални и международни конкурси през 2004 година;
- „Златна лира“ от ръководството на Съюза на Българските музикални и танцови дейци/СБМТД/, 2000 г. по случай 55 години от основаването на училището и за високи педагогически постижения;
- „Почетен плакет на област Пловдив“ от Областния Управител на Област Пловдив, 2005 г. за принос на училището в развитието на музикалната култура и образование, откриването и насърчаването на млади дарования и по повод 60 години от основаването на училището;
- Почетен знак „Златна книга“ от Съвета на европейската научна и културна общност, 2010 г. за принос в развитието на българската култура;
- Почетна грамота и плакет от Министерство на културата, 2005 г. за принос в развитието на българската култура и образование и по случай 65 години от основаването на училището;
- Почетна грамота от Министерство на културата, 2015 г. за принос в развитието на българската култура и образование и по случай 70 години от основаването на училището;
- „Кристално огърлие“ на Съюза на Българските музикални и танцови дейци /СБМТД/, 2015 г. за принос в развитието на българската култура и по случай 70 години от основаването на училището.

## Конкурси
НУМТИ „Добрин Петков“ организира и провежда на собствена територия конкурсите:

### Международен конкурс за камерна музика „Пловдив“
Международният конкурс за камерна музика „Пловдив“ е учреден и се организира от световноизвестната цигуларка Елмира Дърварова – бивш концертмайстор на Метрополитън опера – Ню Йорк, концертиращ солист и камерен изпълнител.
Конкурсът се провежда под патронажа на Министерството на културата, под егидата на Община Пловдив и с финансовата подкрепа на фондация „Америка за България“.

### Конкурс за млади изпълнители на оркестрови инструменти „Добрин Петков“
През ноември 1995 г. под патронажа на министъра на културата в Пловдив се открива първият в страната специализиран национален конкурс с международно участие за цигулари на името на Добрин Петков. През 2013 година конкурсът е обновен в Конкурс за млади изпълнители на оркестрови инструменти „Добрин Петков“ в две категории – струнни инструменти и духови инструменти, които се провеждат на принципа на редуването през две календарни години.
Конкурсът „Добрин Петков“ е включен в Програмата на мерките за закрила на деца с изявени дарби на на Министерството на културата.
Организатори на конкурса по традиция са Министерството на културата, Община Пловдив, Съюз на българските композитори, Съюза на българските музикални и танцови дейци и НУМТИ „Добрин Петков“.

### Клавирен конкурс „Шуман – Брамс“
Клавирният конкурс „Шуман – Брамс“ е създаден през 2003 г. Иницииран е от проф. д-р Атанас Куртев и преподавателите по пиано в НУМТИ „Добрин Петков“, Стелла Ослекова (1946 г. – 2012 г.) – артистичен директор на конкурса от създаването му до 2011 г., Светлана Косева – главен учител и ръководител на Методическо обединение „Клавишни инструменти“ и Елена Велчева – отговорник на група „Пиано и акордеон“. Целта на конкурса е създаване на специализиран състезателен подиум за млади пианисти.
Идеята да се съчетаят на един и същи конкурсен подиум творци като Роберт Шуман и Йоханес Брамс е продиктувана от факта, че творческата приемственост между тези представители на немската музикална култура на 19 век е доста силна. Наличието на огромно количество клавирни опуси в творческото наследство и на двамата композитори, както и принадлежността им към един и същ художествен стил, допълнително улеснява свързването на Шуман и Брамс в общо наименование на конкурс за пианисти.
Конкурсът „Шуман – Брамс“ е включен в Програмата на мерките за закрила на деца с изявени дарби на Министерството на културата.
Конкурсът се провежда в пет възрастови групи индивидуални изпълнители в категория „Пиано“ и две възрастови групи в категория „Клавирни дуа“. За всяка от възрастовите групи се присъждат І, ІІ и ІІІ награда, както и други специални награди, учредени от НУМТИ „Добрин Петков“ и от преподавателите Светлана Косева и Елена Велчева.
Основен организатор на конкурса е НУМТИ „Добрин Петков“ – Пловдив, съвместно с Министерството на културата, Областна администрация Пловдив, Община Пловдив и Академия за музикално, танцово и изобразително изкуство/АМТИИ/ – Пловдив.